# Oreopithecus bambolii
Oreopithecus bambolii, ibland kallad bergsapan från Bambolii eller träskapan är ett fossil av en numera utdöd art av apor som levde på den ö som Sardinien och Toscana utgjorde under den geologiska epoken Miocen. Namnet har bland paleontologer gett fossilet öknamnet kakmonstret eftersom Oreo är ett varumärke för kakor som säljs i många engelskspråkiga länder. 
Man har beräknat djurets vikt till ungefär 40 kg. Bålen var cirka 46 cm lång och stående exemplar var cirka 110 till 120 cm höga vad som motsvarar en medelstor schimpans.
Det första fyndet var ett underkäksfragment som tillvaratogs i de övre miocenavlagringarna på Monte Bamboli i Toscana i slutet av 1860-talet och beskrevs 1872 av Paul Gervais som antog att det tillhörde en utdöd babianart. Johannes Hürzeler kom på 1950-talet att ifrågasätta Gervais antaganden och sedan ett nästan komplett skelett påträffats kolgruva i Monte Bamboli i Toscana visade det sig att han haft rätt och att arten förmodligen inte har något närmare släktskap med babianer.

Fossilet står ut bland andra apor i evolutionens gång eftersom det är ett av få som uppenbarligen måste ha gått upprätt (bipedalism). Oreopithecus är den enda apa förutom människans nära släktingar som uppvisar detta drag. Förmodligen rör det sig i detta fallet om en anpassning till det träskliknande landskap som den levde i. Tiden då denna utveckling har skett står också ut eftersom de äldsta fossilen beräknats vara ungefär 8 miljoner år gamla, vilket är ungefär två miljoner äldre än den hittills äldsta hominiden Orrorin. Fossilets existens har också inspirerat till den så kallade vattenape-teorin när det gäller hur bipedalism utvecklades i apsläktet. Man har räknat fram att Oreopithecus förmodligen inte var särskilt snabb när den rörde sig på öppen mark. Det är troligt att detta blev dess fall för cirka två miljoner år sedan då de stora landrovdjuren kom till Toscana efter att en landbrygga skapats.
Det råder förvirring och tvistemål om var man skall placera in varelsen rent taxonomiskt. Vissa ser ett släktskap med hominiderna och vill placera den där. Andra vill placera den i släktet Dryopithecus. Det har till och med föreslagits att den inte alls skall placeras in bland primaterna utan bland klövdjuren. Det enda alla verkar eniga om är att arten representerar en anomali och är en gren på utvecklingsträdet utan efterföljare.